# スコットランド・ノルウェー戦争
スコットランド・ノルウェー戦争（The Scottish–Norwegian War）とは、1262年から1266年にかけてスコットランド周辺で発生した紛争のことである 。この紛争は、ヘブリディーズ諸島の領有権をめぐりノルウェー王国とスコットランド王国が対立したことで起きた。紛争中、小規模な小競り合いや王同士の対立などといった軽微な衝突しか起こらず、唯一発生した会戦(ラーグスの戦い)も引き分けに終わったとされる。

## 背景

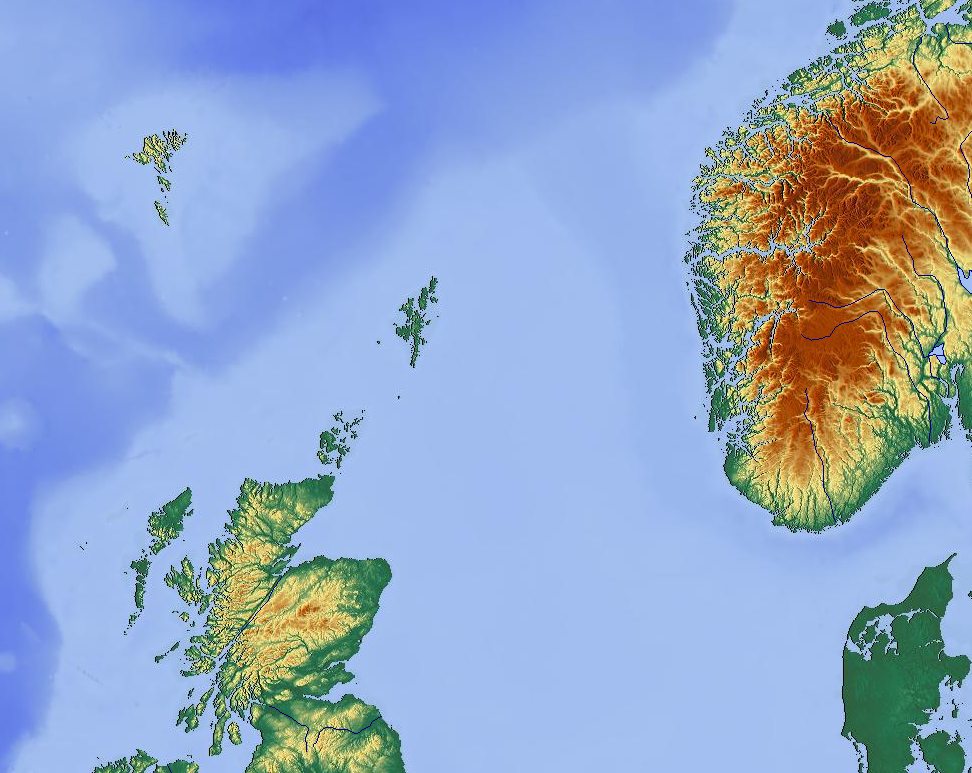
北海周辺の地図。スコットランド・ノルウェー・オークニー諸島・ヘブリディーズ諸島などの位置関係が一望できる。

ヘブリディーズ諸島・マン島はノルウェー王ハーラル1世の頃よりノルウェーの勢力下にあった。1098年、スコットランド王エドガーがノルウェー王マグヌス3世に対してこれらの島々を売り渡し両者の西側の国境を確定したことで、上述の諸島は正式にノルウェー領となった。その後ノルウェー王国はこれらの諸島に対して迅速に遠征を行うことで現地のノース・ゲール人統治者を排除し、より直接的に諸島経営を行うようになった。スコット人はノルウェー王国のこの直接的な諸島統治を承認し受け入れた。ノルウェー語では、これらの島々はSuðreyjar(南の島々)と呼んだという。
しかし、1240年代、スコットランド王アレグザンダー2世がノルウェー王ホーコン4世に対して両諸島の買い戻し要求を申し出始めた頃から、ヘブリディーズ諸島・マン島の領有権について再び争われるようになった。このスコットランド王国の申し入れはノルウェー王国に聞き入れられず、約10数年にわたって不発に終わり、アレグザンダー2世の死後13年間、この交渉は中断された。アレグザンダー2世の息子、アレグザンダー3世はスコットランド王国内をまとめ上げ多くの貴族から支持を受けるようになり、1262年、家臣らの支援のもとでホーコン王に対して13年ぶりの交渉を開始した。アレグザンダー2世はホーコン4世に対して、『両諸島の買い戻しを断るなら武力で奪還する』旨を伝えた。  

## 戦争(1262年から1263年)
ホーコン4世はアレグザンダー3世の要求に対抗すべく、120隻を超える軍艦を招集し、1263年6月、諸島を防衛すべく出陣した。ホーコン4世は進軍の途中、スコットランド王国との会談を行うためアラン島に立ち寄った。アレグザンダー3世は、ホーコン4世らノルウェー軍は冬が来るまでに決着をつける必要があることを察知しており、この会談で時間を稼ぎ、秋(※イギリスでは秋は嵐の季節と言われている。)が来るまでホーコン4世を引き止めた。1263年10月、ホーコンの軍勢のうち数隻の軍艦が嵐に巻き込まれ、ラーグスに座礁してしまった。ラーグスではスコットランド軍がノルウェー軍に奇襲を仕掛けるために待ち構えており、座礁した友軍を救援すべく浜辺に集結したノルウェー軍との間で会戦が勃発した。(←ラーグスの戦い参照)この戦闘は引き分けに終わり、ホーコン軍は冬に備えてオークニーまで撤退した。ホーコン4世はその地で亡くなった。ホーコン亡き後、彼の息子マグヌス6世が王位を継承した。しかしマグヌスは本国にて問題を抱えており、さらなる遠征を行うことはできなかった。

## 結果
この紛争はホーコン4世在位中に決着がつくことはなかったが、紛争を引き起こした張本人としてホーコンは多大なる役割を果たした。1264年、アレグザンダー3世はへブリディーズ諸島を制圧し、スコットランド王国がノルウェー王国に対して4000マルクを支払い、毎年100マルクを追加で支払うという条件のもとで併合した。この時結んだパースの和約により、スコットランドはノルウェー王国のシェトランド・オークニー統治を認めることになった。